# Taranto FC 1927
Taranto Football Club 1927, zkráceně jen Taranto je italský fotbalový klub hrající v sezóně 2024/25 ve 3. italské fotbalové lize sídlící ve městě Taranto v regionu Apulie.  
Klub byl založen 11. července 1927 když se spojily kluby S.S. Pro Italia a Audace FBC. Vznikl klub z názvem Associazione Sportiva Taranto. Klub hrál prvních letech svého vzniku ve druhé lize. V roce 1940 se klub spojil s klubem Società Sportiva Pro Italia a vznikl klub nový Unione Sportiva Taranto. Do roku 1993 klub hrál mezi třetí a druhou ligou a nejlepší umístění bylo 5. místo v sezoně 1973/74. Po sezoně 1992/93 se klub ocitl v krachu a klub skončil. Klub byl v létě 1993 založen nově a začal hrát v regionální lize. V prosinci roku 2004 se klub ocitl v dražbě. Byl koupen společností Taranto Sport. 30. června roku 2012 se klub nezaregistroval do žádné soutěže a ukončil činnost. Za měsíc téhož roku byl založen klub nový - Taranto Football Club 1927. A začal hrát pátou ligu.
Nejvyšší soutěž klub nikdy nehrál. Druhou ligu hrál dohromady ve 32 sezonách.

## Změny názvu klubu
- 1927/28 – 1939/40 – AS Taranto (Associazione Sportiva Taranto)
- 1940/41 – 1945/46 – US Taranto (Unione Sportiva Taranto)
- 1946/47 – AS Taranto (Associazione Sportiva Taranto)
- 1947/48 – 1954/55 – US Arsenaltaranto (Unione Sportiva Arsenaltaranto)
- 1955/56 – 1984/85 – AS Taranto (Associazione Sportiva Taranto)
- 1985/86 – 1992/93 – Taranto FC (Taranto Football Club)
- 1993/94 – 1997/98 – Taranto Calcio 1906 (Taranto Calcio 1906)
- 1998/99 – 1999/00 – US Arsenaltaranto (Unione Sportiva Arsenaltaranto)
- 2000/01 – 2002/03 – Taranto Calcio (Taranto Calcio)
- 2003/04 – 2009/10 – Taranto Sport (Taranto Sport)
- 2010/11 – 2011/12 – AS Taranto Calcio (Associazione Sportiva Taranto Calcio)
- 2012/13 – Taranto FC 1927 (Taranto Football Club 1927)

## Získané trofeje

### Vyhrané domácí soutěže
- 3. italská liga ( 3× )

1936/37, 1968/69, 1989/90
- 4. italská liga ( 2× )

2000/01, 2020/21

## Účast v ligách
| Úroveň soutěže | Název soutěže (nynější název) | První hraná sezona | Poslední hraná sezona | celkem odehraných sezon |
| -------------- | ----------------------------- | ------------------ | --------------------- | ----------------------- |
| 2              | Serie B                       | 1927/28            | 1992/93               | 32                      |
| 3              | Serie C                       | 1928/29            | 2024/25               | 46                      |
| 4              | Serie D                       | 1995/96            | 2020/21               | 11                      |
| 5              | Eccellenza                    | 1993/94            | 2013/14               | 7                       |